# برهمنبریا-۴
برهمنبریا-۴ (به لاتین: Brahmanbaria-4) یک منطقهٔ مسکونی در بنگلادش است که در ناحیه برهمن‌بریه واقع شده‌است.